# Rashidat Sadiq
Rashidat Sadiq (3 de janeiro de 1981) é uma basquetebolista nigeriana.

## Carreira
Rashidat Sadiq integrou a Seleção Nigeriana de Basquetebol Feminino em Atenas 2004, terminando na décima-primeira posição.